# 1842 في فرنسا
فيما يلي قوائم الأحداث التي وقعت خلال عام 1842 في فرنسا.

## سياسة

### تعيين في المنصب
- 26 يوليو – فرانسوا جيزو نائب فرنسي.

### انتهاء فترة المنصب
- 12 يونيو – فرانسوا جيزو نائب فرنسي.

## كتب
من الكتب التي صدرت هذه السنة في فرنسا:
- 1 يناير – بداية في الحياة من تأليف أونوريه دي بلزاك.

## مواليد

### يناير
- 12 يناير – فرانسوا كوبيه
- 17 يناير – فرانسوا هنري هالوبو طبيب جلد فرنسي.

### فبراير
- 7 فبراير – ألكسندر ريبو سياسي فرنسي.
- 26 فبراير – كميل فلاماريون

### مارس
- 13 مارس – جوزيف فالنتين بوسينيسق Joseph Boussinesq.
- 18 مارس – ستيفان مالارميه

### أبريل
- 4 أبريل – إدوارد لوكاس رياضياتي فرنسي.
- 17 أبريل – موريس روفييه
- 28 أبريل – غاستون، كونت أو

### مايو
- 12 مايو – جول ماسينيه ملحن فرنسي.

### أغسطس
- 13 أغسطس – ألبير سورل مؤرخ فرنسي.
- 14 أغسطس – جون غاستون داربو رياضياتي فرنسي.

### ديسمبر
- 17 ديسمبر – إرنست لافيس مؤرخ فرنسي.

## وفيات

### يناير
- 9 يناير – أليكساندر دوفال (مواليد 1767) كاتب فرنسي.

### مارس
- 23 مارس – ستندال (مواليد 1783) كاتب فرنسي.
- 30 مارس – إليزابيث لويز فيغ لوبرون (مواليد 1755) رسامة فرنسية.

### أبريل
- 21 أبريل – برتران كلوزيل (مواليد 1772)

### مايو
- 8 مايو – جول دومون دو أورفيل (مواليد 1790) مستكشف فرنسي.
- 15 مايو – إيمانويل (مواليد 1766) سياسي فرنسي.

### يونيو
- 24 يونيو – جان بابتيست بروسبير جولوا (مواليد 1776)

### يوليو
- 19 يوليو – بيير-جوزيف بيليتييه (مواليد 1788) كيميائي فرنسي.
- 25 يوليو – دومينيك جان لاري (مواليد 1766)

### أغسطس
- 17 أغسطس – جون باتيست تشارلز لوكاس (مواليد 1758) سياسي أمريكي.